# Список умерших в 1509 году
В этой статье представлен список известных людей, умерших в 1509 году.
См. также:Категория:Умершие в 1509 году

## Февраль
- 12 февраля - Вассиан Угличский - русский святой, живший в Угличе и его окрестностях, ученик Преподобного Паисия.
- 14 февраля - Дмитрий Иванович Внук - сын Ивана Молодого и Елены Волошанки, внук Ивана III.

## Апрель
- 21 апреля - Генрих VII - король Англии и государь Ирландии (1485—1509), первый монарх из династии Тюдоров.

## Май
- 10 мая - Катерина Сфорца - графиня Форли, побочная дочь Галеаццо Мария Сфорца, одна из последних представительниц знаменитой династии.
- 12 мая - Бернт Нотке - немецкий художник и скульптор.

## Июнь
- 29 июня - Маргарет Бофор - мать Генриха Тюдора (будущего короля Англии Генриха VII).